# Bornitz (Elsteraue)
Bornitz is een plaats in de Duitse gemeente Elsteraue, deelstaat Saksen-Anhalt, en telt 605 inwoners (1993).